# Власина (лист)
Лист „Власина“, основан је као гласило у Власотинцу 1926. године, а први његов уредник био је Милорад Раде Марјановић. 

## Почетак издавања
Први број се појавио захваљујући великом ентузијасту Војиславу С. Поповићу, индустријалцу и власнику листа, и главном уреднику Милораду Д. Марјановићу, кандидату економских и комерцијалних наука.
Били су у том времену први визионари новинарства у власотиначком крају покренувши лист „Власина'. Била је велика сензација тога времена да једна тако мала средина има свој локални лист. У том периоду листове нису имали ни, тада већи градови од Власотинца. Тако, ујутру, продавац новина разносећи новине, подвикивао је: „Еве га наш лист „Власина“, грађани и грађанке, купујте га... Туј ће прочитате од свашта.". Тако је власотиначка средина, у том времену, предњачила у култури. Лист „Власина“ је био лист за просвећивање народа. 
Лист су покренули млади људи из удружења виноградара из Власотинца и околних села. Тираж је био, у почетку 200, а касније и 500 примерака. Капитал за издавање листа обезбеђивали су сами чланови Одбора, а и прикупљао се приход од огласа и продаје листа. Уредништво је било смештено у просторијама Омладинске кредитне задруге у локалу Ђоке Краинчанића званог „Ицкин“. Лист је био штампан у Лесковцу. 
Примерак листа продавао се за динар, а оригинал данас поседује Академија знаности и уметности у Загребу и писац фељтона о листу „Власина“ - Станислав - Станче Горуновић, локални историчар. Покретач листа „Власина“ Војислав Поповић потицао је из, у том периоду имућне власотиначке породице.
У првом броју броју листа „Власина“ од 16. септембра 1926. године, штампана је уводна реч, а на првој страни упућен је био „апел Власотинчанима“, а на истој страни објављен и чланак „изложба грожђа у Власотинцу и њен значај“.
Потом су објављени и следећи чланци: Пчеларство, Рад одбора за оснивање удружења виноградара из Власотинца и околних села, Тридесетогодишњица рада суграђанина Томе Манића (царинског чиновника у Београду ), Дневне вести, Рубрика дана пробоја солунског фронта, Огласи.

## Период од 1937. године
После 12 година појављује се лист „Власина“ на иницијативу Народне књижнице и читаонице. Лист „Власина“ почео је да излази као Лист органа народне књижнице и читаонице у Власотинцу. Уредник је био Милутин Поповић, учитељ. Чести сарадници листа били су учитељи тзв. Треће учитељске групе: Бранко Павловић, Добривоје Дикић, Миља Калановић, Стојан Обрадовић, Ратко Јовичић, Тодор Банковић и други, у периоду од јуна 1937. године, када је обновљен лист „Власина“. У то време штампано је осам броја листа „Власина“. Милутин Поповић се брзо повукао са места уредника, највероватније због обавеза у школи. Његовим одласком дошло је до краћег застоја у издавању листа. Године 1939. место уредника преузео је велики ентузијаста Михајло Марковић, већ активан у разним културним и спортским друштвима. Лист је третирао актуелне политичке, привредне, културне и друге делатности из власотиначког и црнотравског краја. У почетку је штампан у Лесковцу, потом у Нишу. Издата су 23 броја, а издавање листа у том периоду имало је завидан значај за ову средину јер многе општине у околини нису имале своје листове. Сарадници листа у том периоду били су: Милентије Поповић, инжењер, а после рата председник Савезне скупштине СФРЈ; др Радул Велашевић, дугогодишњи управник власотиначке болнице; Богољуб Горуновић, професор, директор лесковачке, сомборске и нишке гимназије, професор и ректор Више педагошке школе у Нишу; Милорад Марјановић, дипломирани економиста, први уредник листа „Власина“ из 1926. године, касније професор правно-економског факултета у Скопљу; Ђорђе Марјановић, председник власотиначке општине и директор машинске индустрије у Власотинцу, и други.
Лист је од средине 1939. године увео рубрику „Занимљивости из Совјетског Савеза" што је за ондашње прилике био редак случај.
Тако је у августу-септембру 1940. године изашао двоброј 8-9, листа „Власина“, у години трећој, чији уредник листа је био Михајло Михајловић.

## Период после Другог светског рата
После стрељања Михајла Михајловића, уредника листа за време рата, лист није излазио. Појављује се тек после рата. На иницијативу политичких и јавних радника лист је обновљен 1. маја 1953. године, као орган Социјалистичког савеза среза власотиначког. Обухватао је територију Власотинца, Грделице и Црне Траве. Редакциони одбор сачињавали су: Видин Раденковић, Бранко Давинић, Ђорђе Марјановић, Стојан Илић, и главни и одговорни уредник Милутин Живковић, тада секретар општине Власотинца.
После одласка Милутина Живковића из Власотинца, пребачен у Лебане по дужности, за уредника листа „Власина“ постављен је Сотир Радивојевић, службеник тада ОК СКЈ.
По одласку Сотира Радивојевића у Ниш, за главног уредника постављен је Виден Раденковић, директор гимназије у Власотинцу. Радивојевић је најдуже био главни уредник и допринео је угледу и опстанку листа. Радивојевићев лични углед у граду и општини био је од великог значаја за лист. У том времену лист је излазио два пута месечно. Третирао је разна питања из целокупног живота власотиначког и црнотравског краја. Његовим одласком у Лесковац за главног уредника листа „Наша реч“, престао је да излази лист „Власина“, од 1. јануара 1955. године. Није се могла наћи погодна личност за уредника.
После 1. јануара 1955. године, одласком тадашњег уредника Видена Раденковића у Власотинцу су, у том периоду, била опасна политичка превирења. Било је покушаја да се лист обнови али није било разумевања ни од општинских, ни од привредних структура. Тадашњи председник општине, власотинчанин Драгољуб Јовић и секретар општине Станислав Крстић, залагали су се за обнављање листа. Чак је била формирана и редакција листа, а за главног и одговорног уредника постављен је Станислав Горуновић, тада директор основне школе "Синиша Јанић" и дописник "Политике" и других београдских листова, а за заменика постављен "Владимир Красић", књижевник и запослен као оперативац Државне безбедности и дописник "Вечерњих новости". Красић је отишао за Београд као новинар "Вечерњих новости".

## Период од 1990. године
Нова „Власина“ се појављује тек после 36 година. Тачније, 10. августа 1990. године група културних и јавних радника из Власотинца и Београда реализовала је идеју о поновном издавању листа. Иницијативу је помогао и Стојан Бабастојански, власотинчанин, тада председник општине Власотинце. Формиран је редакциони одбор од следећих чланова: Миодраг Нагорни - академски сликар, Радивоје Прикић - судија, Сава Цукаловић - професор, Мирослав Краинчанић - наставник, Станислав Горуновић - наставник историје, Небојша Митровић - професор, Синиша Павић - писац и Драгољуб Станковић. За главног и одговорног уредника био је изабран Зоран Давинић - судија и драмски писац за децу. За техничког уредника Миодраг Величковић - карикатуриста, за лекторе Марија Стојановић и Станка Прикић - професорке књижевности. Лист се штампао у Лесковцу,  фото-репортер је био Драган Давинић а секретар листа Властимир Лазаревић.
Сви чланови редакције и уредник листа, као и сарадници, радили су бесплатно, сукобљавали се са многим неразјашњеним околностима тога времена, па је последњи број листа изашао 1992. године.

## Период од 1995. године
Лист „Власина' је обновљен 10. маја 1995. године, као пети покушај издавања листа, на иницијативу Омладинског савета општине Власотинце - председника Сокола Станојевића и секретара Горана Миладиновића. За директора, главног и одговорног уредника постављен је Нинослав Радичевић, службеник општине и дописник „Спортског журнала“. Редакцију су сачињавали: Зоран Мицић, Светлана Станковић, Бисерка Митровић, Снежана Ђокић, Зоран Станковић, Данијела Станојевић, Снежана Петковић, Бобан Димитријевић, Властимир Стаменковић, Србољуб Такић, Весна Анђелковић и Виолета Пешић. Технички уредник био је Миленко Стојановић, лектор Станика Станковић, компјутерска обрада Јовица Стаменковић, фото-репортер Раде Стојановић. Први број је штампан у 1.500 примерака.
Мењали су се уредници: од Радичковића, преко Србе Такића до Бобана Димитријевића.
Лист је највише имао страна и броја сарадника у сфери културе, образовања, живота обичних људи, спорта, пољопривреди, и покретао многа питања о проблемима у граду. То је био период уређивања листа од стране Србе Такића, ентузијаста и културног посленика писане речи, тада директора Културног центра. Пуно је писаца, уметника и просветних радника писало. Објављен је велики број етнолографских и историографских садржаја из власотиначког краја. 

Лист „Власина“ је у периоду од 1996. до 2004. године имао највећи број сарадника који су имали и своје стране. 
Текстове су објављивали: 
- Даница Валчић, историчар уметности,
- Драган Видосављевић, теолог - писао је ходописе,
- Станислав Горуновић - фељтон о историји ФК „Власина“,
- Зоран Мицић - фотографије о Власотинцу,
- Бранко Димић - црнотравске легенде,
- Криста Ђокић, наставник - имао је посебну страну из области образовања-задатке за младе математичаре (а повремено о иновацијама писао је и Мирослав Младеновић - наставник),
- Данило Коцић, новинар и писац - кратке приче,
- Драган Коцић - записи са села,
- Мирослав Краинчанић - о заштити животне средине,
- Миша Нагорни - историја Власотинца,
- Мирослав Младеновић - Мирац - о печалбарима, цигларима и качарском занату (посебно објављивање печалбарских писама),
- Саша Младеновић - флора и фауна,
- професор др. Владимир Нагорни - есеји,
- Нервенка Поповић – култура,
- Стојан-Поп Андрејевић - смешна страна Власотинца,
- Светлана Пешић - култура,
- Радивоје Прикић, судија - историографији Власотинца
- Гордана Спасић, наставница - лековито биље,
- др. примаријус Велибор Станковић, ортопед - фељтон Стопало и обућа,
- Драган Станковић - ратни дневник,
- Зоран Станковић - ходописе и репортаже о планинарењу,
- Гавро Стојановић - приче за децу (Гаврина причаоница),
- Слободан Цукаловић - фељтон о Соколском друштву Власотинца,

и други. 
Тако су у листу „Власина“ своје интервјуе имали многи наши истакнути писци, професори факултета, политичари и државници, што је лист „Власина“ чинило истраживачким гласилом у култури, образовању и обичном животу људи. Томе су допринели сарадници листа из свих сфера живота као ентузијасти-ствараоци из љубави према листу и свом родном Власотинцу.
У 2001. години састав редакције листа „Власина“ био је: уредник Србољуб Такић, технички уредник Зоран Мицић и новинари; Светлана Станковић, Весна Анђелковић, Снежана Ђокић (секретар) и Бобан Димитријевић, и лектор Маја Пешић.
После 2004. године смењен је Срба Такић као уредник. Љубитељи листа „Власина“ се жале да су се промениле околности у којима су култура и образовање остали на маргини живота, а замењени вредностима примитивног живота. Априла 2006. године лист „Власина“ се потпуно угасио. Томе је допринео Закон о приватизацији медија чији су оснивачи локалне самоуправе. Лист „Власина“ је у тешким временима 0д 1996-2000. године био „уточиште“ духовног опстанка многих српских интелектуалаца од Власотинца, преко Београда до Новог Сада, који су били и остали заљубљеници Власотинца.
Пред гашење листа „Власине“ уредници су били повремено новинари Весна Милтеновић, Бобан Димитријевић (прелом), а новинари Србољуб Такић и Светлана Станковић, Ђокић Снежана (коректура). 
На неколико задњих бројева лист је уређивала само Весна Милтеновић и писала текстове са новинаром Такићем. У листу „Власина“ у време уређивања од стране Такића, до последње уређивачке екипе листа, повремено или чак и стално је изилазио подлистак о општини Црна Трава, а све текстове је писао новинар Срба Такић.
Потребно је рећи да лист и даље излази у скоро непромењеној форми, али под називом Билтен Власина.

## Лист Власина као културна институција Власотинца
Од ренесансе Власотинца па до садашњег времена лист Власина је био истовремено документација развоја Власотинца и околине, као и дистрибутер локалних вести. 
Читаоци, сарадници и уредници листа  „Власина“ су јавно изразили наду да ће можда, ипак, у власотиначкој средини превладати потреба за духовним бављењем очувања културе и традиције средине и превладати свест да та потреба буде у једном поновном излажењу листа „Власина“ у неком другој форми.